# Palazzo di Città (Ivrea)
Il palazzo di Città è uno storico edificio sede municipale della città piemontese di Ivrea.

## Storia

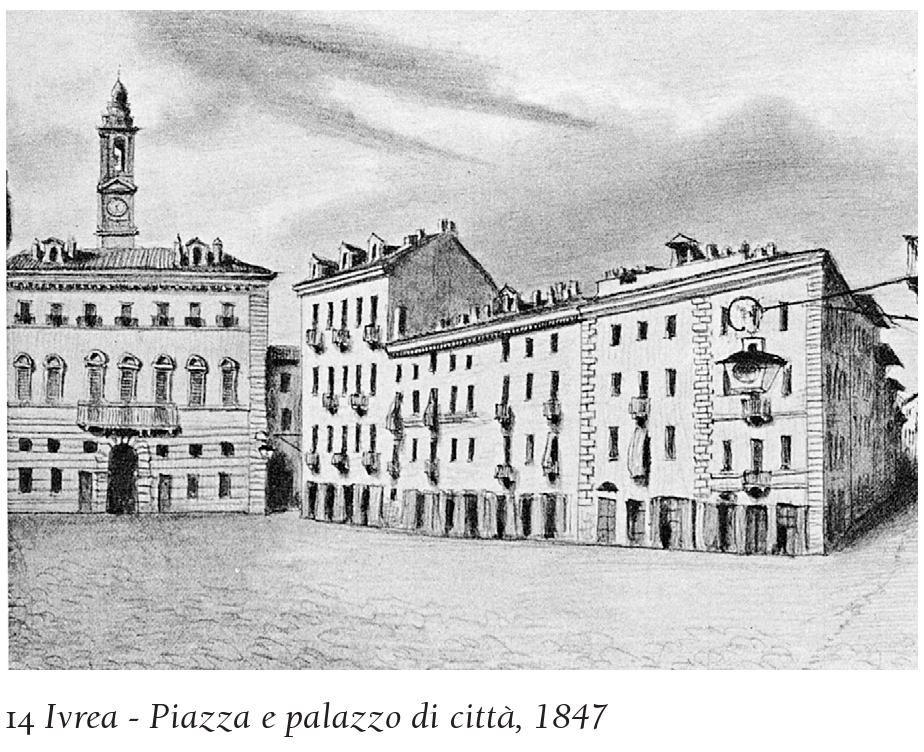
Il palazzo di Città in un'illustrazione del 1847

Il sito ove oggi sorge il palazzo di Città era precedentemente occupato dall'ospedale De Burgo, dismesso verso il 1750.
La realizzazione del nuovo palazzo comunale di Ivrea venne quindi decretata il 14 marzo 1741, venendo giudicata la precedente sede come "vecchia assai, ed angusta, di modo che poteva servire unicamente alle congreghe consulari e per l'Archivio". L'incarico venne presumibilmente affidato all'ingegnere ed architetto Pietro Felice Bruschetti, anche se altre fonti attribuiscono il progetto dell'edificio all'ingegnere Giovanni Battista Borra.
I lavori iniziarono il 3 luglio 1758 e terminarono nel 1761.
Tra gennaio e dicembre 2013 il palazzo è stato interessato da un'operazione di restauro della facciata principale e dell'androne aulico.

## Descrizione
Il palazzo si affaccia sull'omonima piazza di Città, formalmente nota come piazza Ferruccio Nazionale, ed è una quinta fondamentale all'interno del cerimoniale del Carnevale di Ivrea: ogni anno, dalla sua balconata, viene annunciata la Mugnaia, principale figura delle celebrazioni.

## Galleria d'immagini

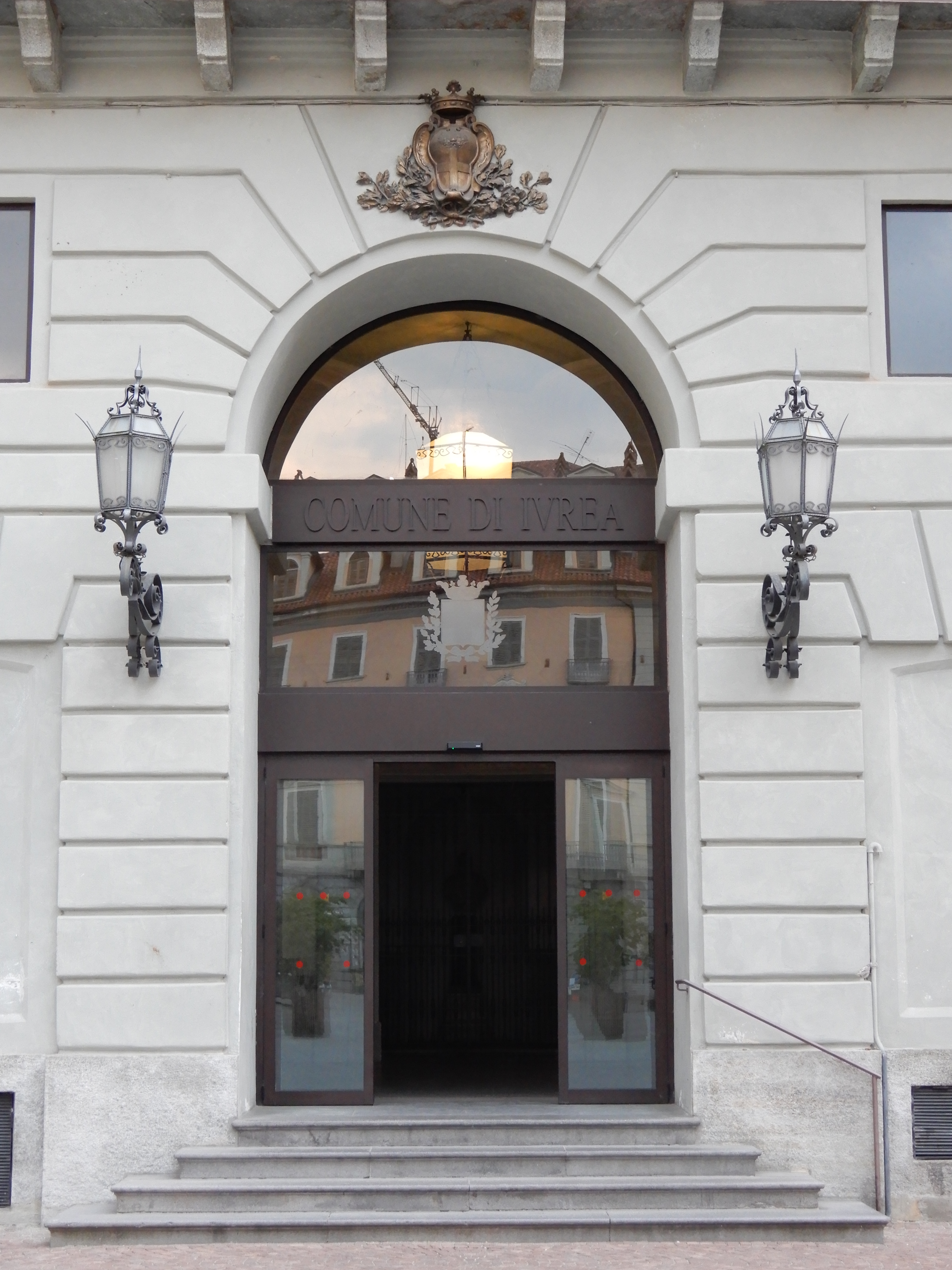
Il portale del palazzo
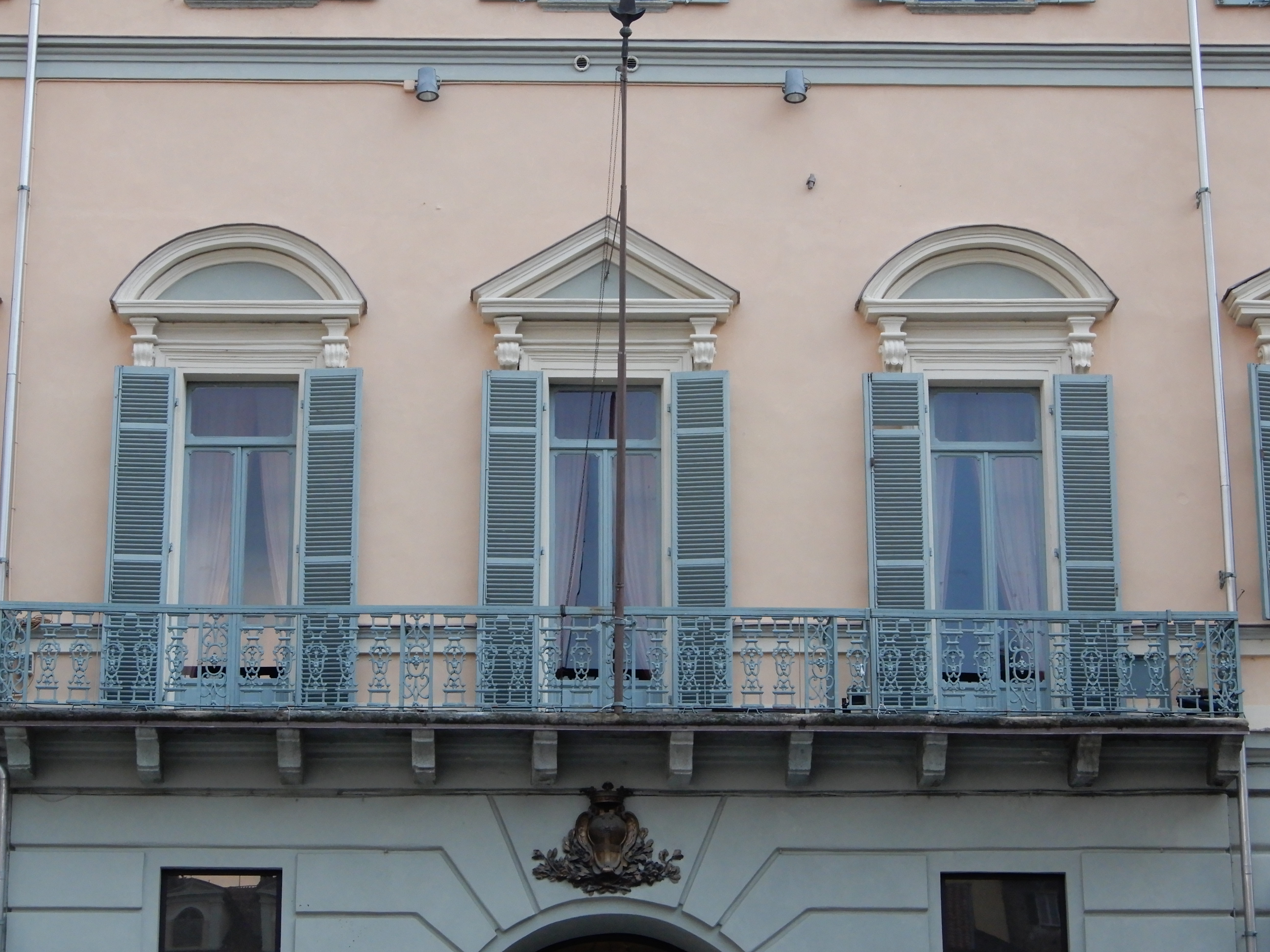
La balconata
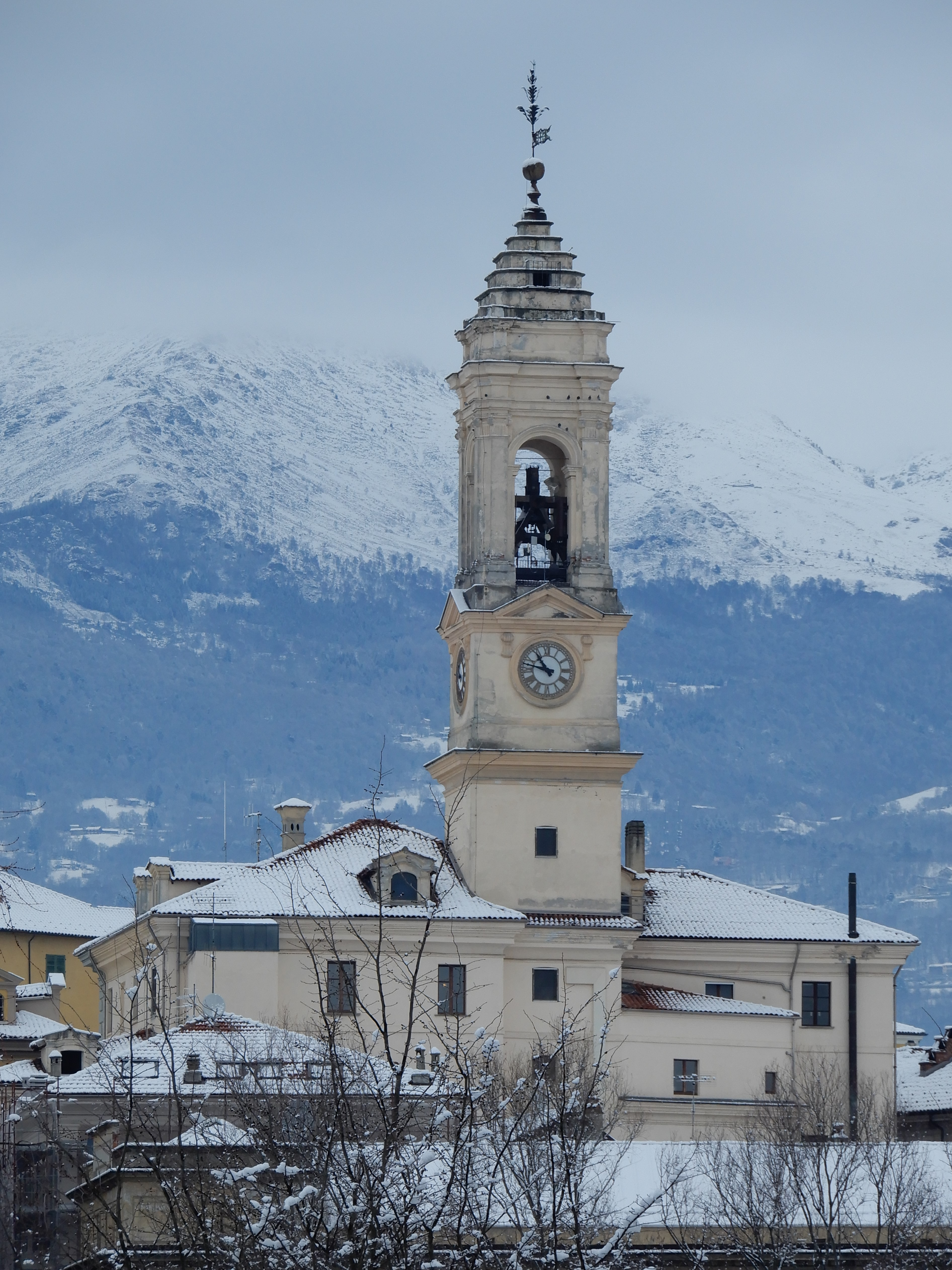
Veduta invernale